# Baraolt
Baraolt nebo Munții Baraolt je prostřední ze tří pohoří, která ze severu lemují Brašovskou kotlinu v Rumunsku. Patří k Vnitřním Východním Karpatům. Z hlediska rumunského členění rumunských Východních Karpat patří do střední skupiny zvané Carpații Moldo-Transilvani (Moldavsko-transylvánské Karpaty), můžeme se ale setkat i s jeho přiřazením k jižní skupině zvané Carpații de Curbură (Obloukové Karpaty). Nejvyšší vrchol Vârful Havad dosahuje 1019 m n. m.
Baraolt se táhne severojižním směrem. Z východu, jihu i západu ho obtéká řeka Olt, která také odvodňuje Brašovskou kotlinu. Na severu ho pravostranný přítok Oltu odděluje od pohoří Harghita. Největší město v okolí je Sfântu Gheorghe na jihovýchodním úpatí.